# Charles Dechamps
Pour les articles homonymes, voir Dechamps.
Émile Charles François Dechamps, né le 13 septembre 1882 dans le 10e arrondissement de Paris, ville où il est mort le 25 septembre 1959 dans le 15e arrondissement, est un acteur français.

## Biographie

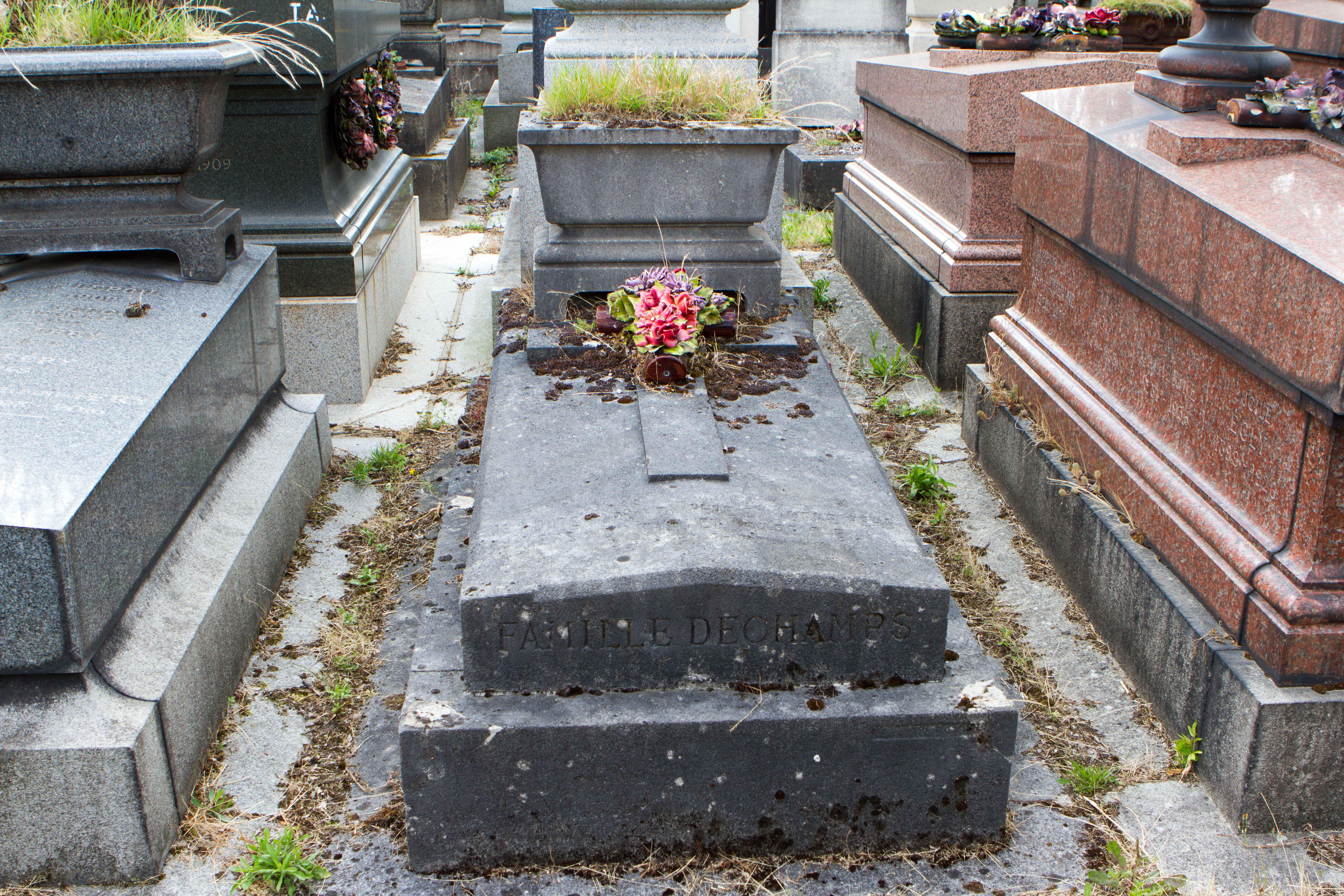
Sépulture au cimetière du Père-Lachaise.

Mort à l'hôpital Boucicaut à l'âge de 77 ans, Charles Dechamps est inhumé au cimetière du Père-Lachaise (94e division). Il avait épousé la comédienne Fernande Albany en novembre 1925.

## Filmographie
- 1909 : Les Petits pieds de Berthe
- 1909 : Fourberie conjugale (réalisateur non identifié)
- 1909 : Mariage à l'espagnole de Michel Carré
- 1910 : Au temps des grisettes de Georges Denola
- 1911 : L'Anniversaire de Mademoiselle Félicité de Georges Denola
- 1911 : La Clémence d'Isabeau, princesse d'Héristal de Georges Denola
- 1911 : Au temps des grisettes (Mimi Pinson) de Georges Denola
- 1911 : La Ruse de Miss Plumcake (À qui l'héritière ?) de Georges Denola
- 1911 : La Note de la blanchisseuse (ou Frisette, blanchisseuse de fin) de Georges Denola
- 1911 : Moderne Galathée de Georges Denola
- 1911 : L'Homme de peine de Michel Carré
- 1911 : Deux Filles d'Espagne (ou Deux jeunes filles se ressemblent) d'Albert Capellani : Fernando, l'amant de Conchita
- 1912 : Nini l'assommeur de Maurice Bernhardt
- 1912 : La Bohème d'Albert Capellani
- 1912 : La Sonate du diable de René Leprince
- 1912 : La Porteuse de pain de Georges Denola
- 1913 : L'Usurier de Camille de Morlhon
- 1914 : Le Nid de Léon Poirier
- 1918 : La Faute d'orthographe de Jacques Feyder
- 1918 : Frères de Maurice Remon
- 1923 : La Porteuse de pain de René Le Somptier
- 1923 : Château historique d'Henri Desfontaines
- 1931 : Flagrant délit de Georges Tréville et Hanns Schwarz
- 1932 : Paris-Méditerranée de Joe May
- 1932 : Pour un sou d'amour de Jean Grémillon
- 1932 : Ce cochon de Morin de Georges Lacombe
- 1932 : Un peu d'amour de Hans Steinhoff
- 1933 : Gonzague ou l'accordeur (court métrage) de Jean Grémillon
- 1933 : Le Fakir du Grand Hôtel de Pierre Billon
- 1933 : Ève cherche un père de Mario Bonnard
- 1933 : Toi que j'adore de Geza von Bolvary et Albert Valentin
- 1933 : Tout pour l'amour de Joe May et Henri-Georges Clouzot
- 1933 : Trois Hommes en habit de Mario Bonnard
- 1933 : Vive la compagnie de Claude Moulins
- 1934 : Si j'étais le patron de Richard Pottier : Sainclair
- 1934 : Un train dans la nuit de René Hervil
- 1934 : Le Coup du parapluie (court métrage) de Victor de Fast
- 1935 : Adémaï au Moyen Âge de Jean de Marguenat
- 1935 : J'aime toutes les femmes de Karel Lamač
- 1935 : Mon cœur t'appelle de Carmine Gallone et Serge Veber
- 1935 : Un oiseau rare de Richard Pottier
- 1936 : Monsieur est saisi (court métrage) de René Sti
- 1936 : Cœur de gueux de Jean Epstein
- 1936 : Une gueule en or de Pierre Colombier
- 1936 : Monsieur Sans-Gêne de Karl Anton
- 1936 : Le Nouveau Testament de Sacha Guitry et Alexandre Ryder
- 1936 : Œil de lynx, détective de Pierre-Jean Ducis
- 1936 : Pantins d'amour de Walter Kapps
- 1936 : Passé à vendre de René Pujol
- 1936 : Les Pattes de mouche de Jean Grémillon
- 1936 : La Reine des resquilleuses de Max Glass et marco de Gastyne
- 1937 : La Chaste Suzanne d'André Berthomieu : Pomerel
- 1937 : Un déjeuner de soleil de Marcel Cravenne
- 1937 : Hercule d'Alexander Esway
- 1937 : Nostalgie de Victor Tourjansky
- 1937 : Les Secrets de la mer Rouge de Richard Pottier
- 1938 : Barnabé d'Alexander Esway
- 1938 : Un fichu métier de Pierre-Jean Ducis
- 1938 : Un de la Canebière de René Pujol
- 1939 : Le Père Lebonnard de Jean de Limur
- 1939 : Battement de cœur de Henri Decoin
- 1940 : L'acrobate de Jean Boyer
- 1945 : Deanna mène l'enquête (Lady on a train) de Charles David
- 1946 : Amour, Délices et Orgues d'André Berthomieu
- 1946 : Les Beaux Jours du roi Murat de Théophile Pathé
- 1946 : Le Chanteur inconnu d'André Cayatte
- 1947 : La Révoltée de Marcel L'Herbier
- 1948 : Clochemerle de Pierre Chenal
- 1948 : Mort ou vif de Jean Tedesco
- 1948 : Les Amants de Vérone d'André Cayatte
- 1949 : Ma tante d'Honfleur de René Jayet
- 1949 : Le Furet de Raymond Leboursier
- 1949 : Occupe-toi d'Amélie de Claude Autant-Lara
- 1949 : Tête blonde de Maurice Cam
- 1950 : Rome-express de Christian Stengel
- 1950 : Dakota 308 de Jacques Daniel Norman
- 1950 : Et moi j'te dis qu'elle t'a fait d'l'œil de Maurice Gleize
- 1950 : Les Maîtres nageurs d'Henry Lepage
- 1950 : Une fille à croquer de Raoul André
- 1951 : Chacun son tour d'André Berthomieu
- 1951 : Le Don d'Adèle d'Émile Couzinet
- 1952 : L'Appel du destin de Georges Lacombe
- 1952 : Ouvert contre X de Richard Pottier
- 1952 : Week-end à Paris (Innocent in Paris) de Gordon Parry
- 1953 : Le Blé en herbe de Claude Autant-Lara
- 1954 : Tourments de Jacques Daniel-Norman
- 1954 : Pas de souris dans le bizness d'Henry Lepage
- 1954 : Le Fils de Caroline Chérie de Jean-Devaivre
- 1955 : Mon curé champion du régiment de Émile Couzinet
- 1956 : Sous le ciel de Provence ou Quatre pas dans les nuages de Mario Soldati

## Théâtre
- 1887 : La Tosca de Victorien Sardou, théâtre de la Porte-Saint-Martin
- 1902 : Théodora de Victorien Sardou, théâtre Sarah-Bernhardt
- 1902 : La Samaritaine d'Edmond Rostand, théâtre Sarah-Bernhardt
- 1902 : L'Aiglon d'Edmond Rostand, théâtre Sarah-Bernhardt
- 1902 : Théroigne de Méricourt de Paul Hervieu, théâtre Sarah-Bernhardt
- 1906 : Mademoiselle Josette, ma femme de Robert Charvay et Paul Gavault, théâtre du Gymnase
- 1907 : Terre d'épouvante d'André de Lorde et Eugène Morel, théâtre Antoine
- 1908 : Le Scandale de Monte-Carlo de Sacha Guitry, théâtre du Gymnase
- 1908 : Le Passe-partout de Georges Thurner[5], théâtre du Gymnase
- 1909 : La Rampe d'André Pascal, théâtre du Gymnase
- 1909 : La Petite Chocolatière de Paul Gavault, Théâtre de la Renaissance
- 1909 : Pierre et Thérèse de Marcel Prévost, théâtre du Gymnase
- 1910 : La Fugitive d'André Picard, Comédie-Française
- 1912 : L'Idée de Françoise de Paul Gavault, Théâtre de la Renaissance
- 1913 : Les Femmes savantes de Molière, mise en scène Léon Poirier et Henri Beaulieu, Comédie des Champs-Élysées
- 1913 : Le Veau d'or de Lucien Gleize[6], mise en scène Henri Beaulieu, Comédie des Champs-Élysées
- 1927 : Le Sexe fort de Tristan Bernard, théâtre Michel
- 1929 : L'Ascension de Virginie de Maurice Donnay et Lucien Descaves, théâtre de la Michodière
- 1929 : La Rolls Royce de Mario Duliani et Jean Refroigney, mise en scène Harry Baur, théâtre des Mathurins
- 1930 : Browning de Mario Duliani et Jean Refroigney, théâtre des Mathurins (+ mise en scène)
- 1934 : Le Nouveau Testament de Sacha Guitry, mise en scène de l'auteur, théâtre de la Madeleine
- 1949 : Les Maîtres Nageurs de Marcel Franck, mise en scène Émile Dars, théâtre de la Potinière
- 1950 : Pourquoi pas moi d'Armand Salacrou, mise en scène Jacques Dumesnil, théâtre Édouard VII
- 1951 : Le Sabre de mon père de Roger Vitrac, mise en scène Pierre Dux, théâtre de Paris
- 1952 : Robinson de Jules Supervielle, mise en scène Jean Le Poulain, théâtre de l'Œuvre
- 1952 : Tartempion de Marcel E. Grancher et Frédéric Dard, mise en scène Pierre Valde, théâtre des Noctambules